# Kirk W. Johnson
Pour les articles homonymes, voir Johnson.
Kirk W. Johnson est un auteur américain et fondateur de The List Project, une organisation à but non lucratif qui aide les réfugiés irakiens, qui travaillait auparavant pour le gouvernement américain pendant la guerre en Irak. Il a été coordinateur régional de l'Agence américaine pour le développement international pour la reconstruction de Falloujah, en Irak, en 2005. Son travail a notamment été publié dans le New Yorker, le New York Times, le Washington Post, le Los Angeles Times, le Wall Street Journal et Foreign Policy.

## Biographie
Kirk W. Johnson est né à West Chicago, Illinois. Son père, Thomas L. Johnson, a exercé plusieurs mandats en tant que représentant et sénateur républicain, et sa mère, Virginia L. Johnson, était conseillère politique auprès du procureur général de l'Illinois. À l'âge de quinze ans, Johnson a visité l'Égypte avec sa grand-mère et a commencé à étudier l'arabe dans des cours du soir au College of DuPage, il interrompit son cursus au lycée pour aller suivre des cours à l'Institut de la langue arabe de l'Université américaine du Caire.
Il est diplômé de l'Université de Chicago en 2002, avec un diplôme en langues et civilisations du Proche-Orient. En plus d'étudier en Syrie grâce à une bourse d'acquisition d'une langue étrangère (2001), Johnson a reçu une bourse Fulbright pour mener des recherches sur l'islamisme politique en Égypte (2002–03).

## The List Project
Johnson était opposé à la guerre en Irak, mais ressentait une obligation éthique d'aider aux efforts de reconstruction, qu'il soutenait comme moyen de réparer un tort. Après son retour d'Irak, il a été contacté par ses anciens collègues irakiens, qui fuyaient pour sauver leur vie après avoir travaillé pour le gouvernement américain pendant la guerre. En décembre 2006, il a écrit un éditorial pour le «Los Angeles Times» appelant le gouvernement à ouvrir ses portes à ces alliés. En réponse, il a été inondé de pétitions de milliers de réfugiés, ce qui l'a conduit à fonder le projet List to Resettle Iraqi Allies, une organisation à but non lucratif qui a rassemblé des centaines d'avocats des meilleurs cabinets d'avocats du pays pour représenter leurs cas à titre bénévole. Au cours des huit années suivantes, le projet List a aidé plus de 2 000 Irakiens affiliés aux États-Unis à se réinstaller en Amérique. Johnson a témoigné devant le Congrès et a travaillé en étroite collaboration avec le sénateur Ted Kennedy à la création du programme spécial de visa d'immigrant, destiné aux Irakiens et aux Afghans qui travaillaient pour les États-Unis pendant les guerres.
Son travail a été présenté dans 60 Minutes, The Today Show, The New Yorker et This American Life ; c'était le sujet de son mémoire de 2013 To Be a Friend Is Fatal: The Fight to Save the Irakis America Left Behind .

## Bourses
- Senior Fellow au USC Annenberg Center on Communication Leadership and Policy, 2015-présent
- Fellow MacDowell, 2013
- Fondation Helene Wurlitzer, automne 2011
- Bosch Public Policy Fellow, Académie américaine de Berlin, automne 2010
- Yaddo, 2007
- Boursière Fulbright, Égypte, 2002-3

## Livres
- Le Voleur de plumes. Où l'on traite de la beauté, d'une obsession et du vol du siècle en matière d'histoire naturelle (2018). (traduit de l'angais par Doug Headline) Éditions Marchialy, 2020.

## Filmographie
- 2012 : The List, documentaire (dans son propre rôle)